# St. Salvator (Tilleda)

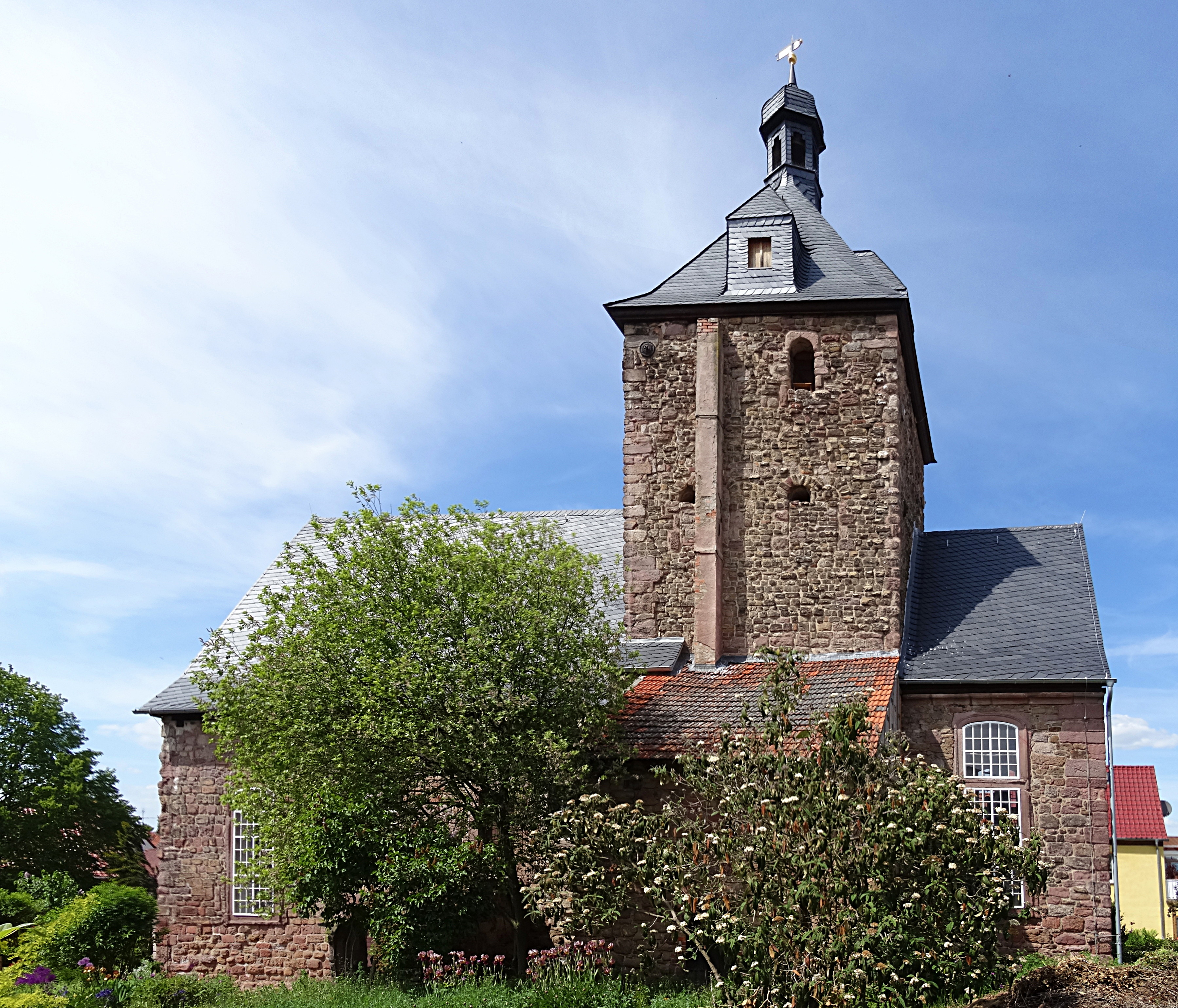
Die Kirche

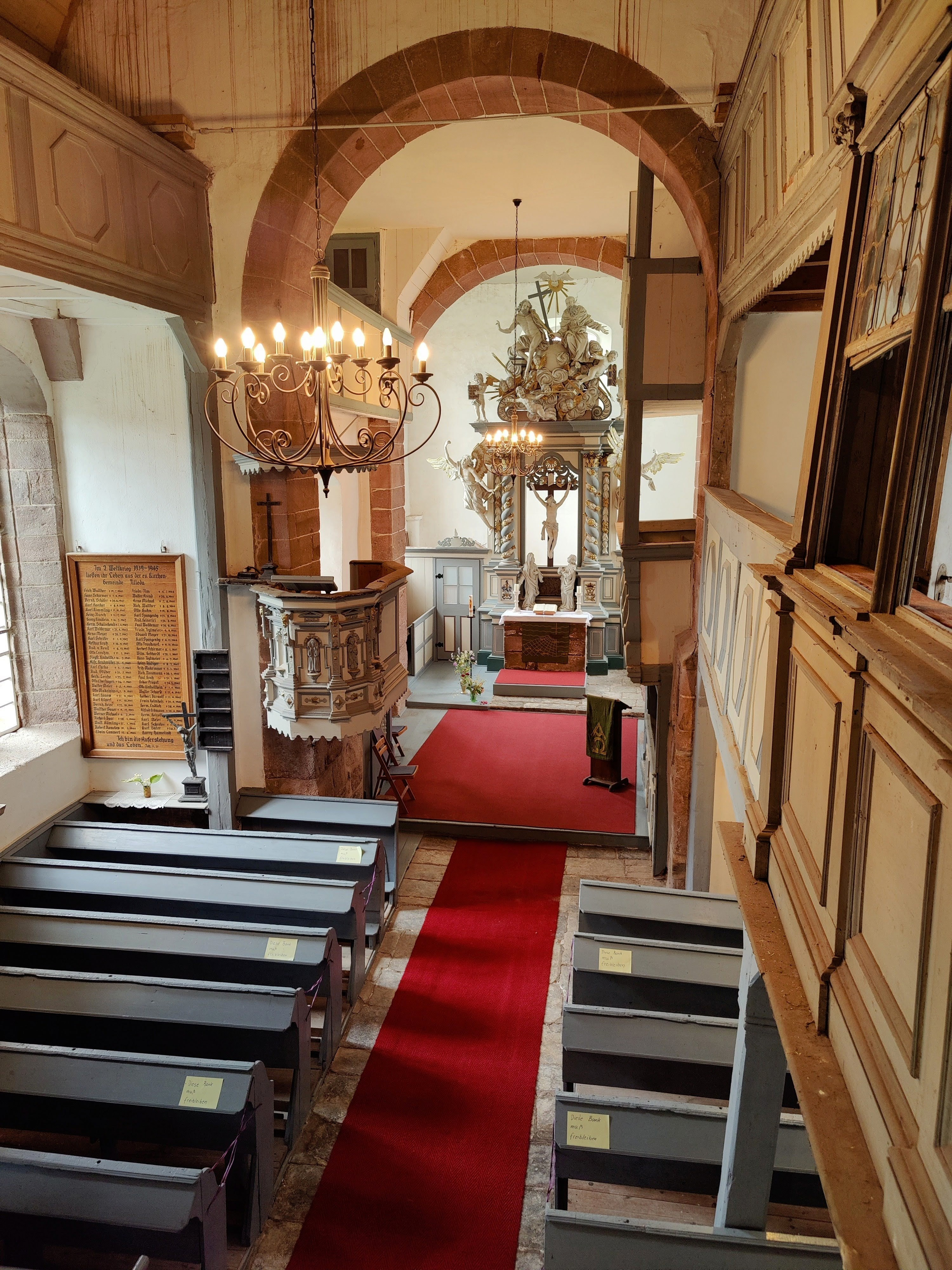
Innenansicht nach Osten (2021)

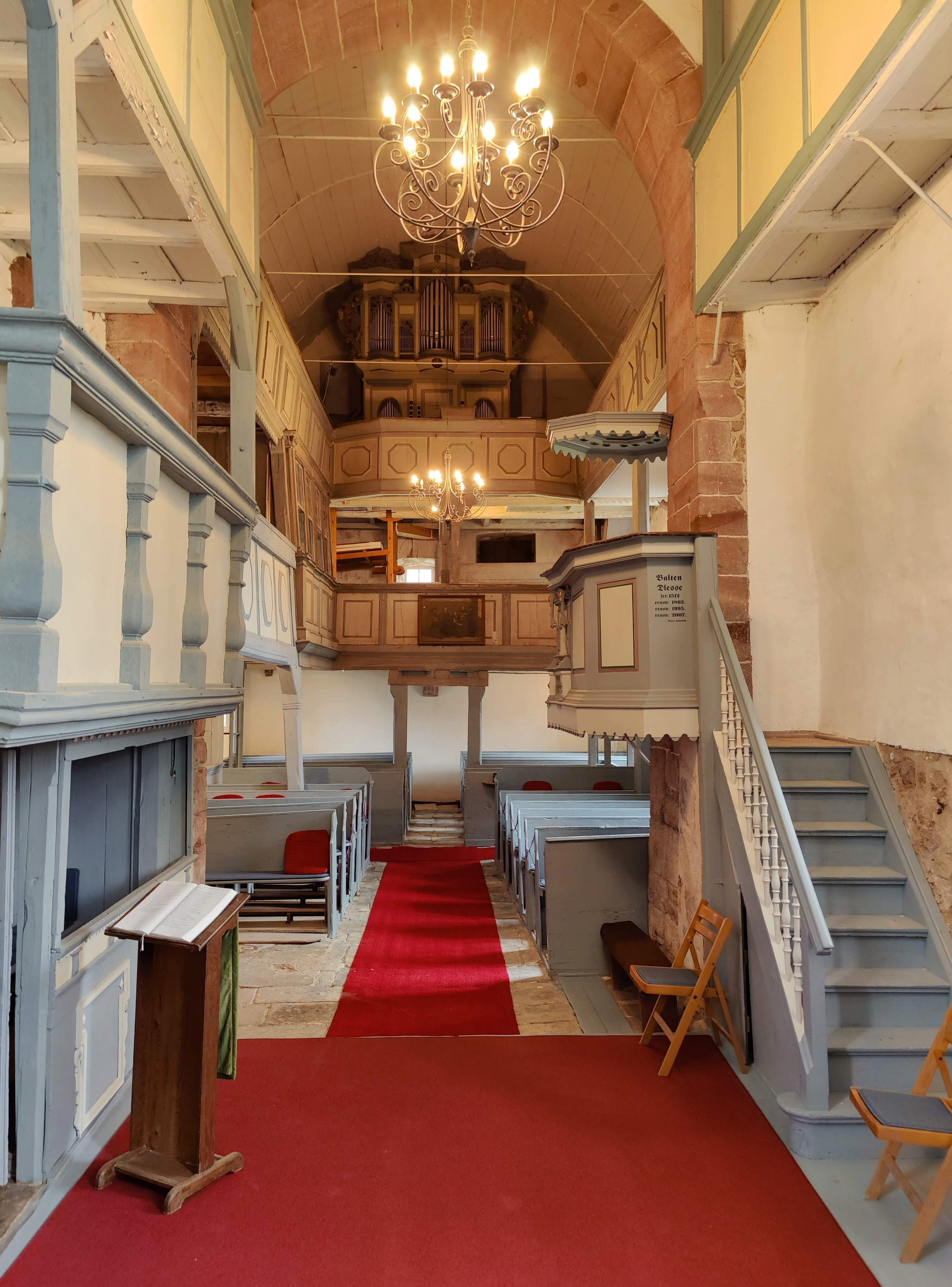
Innenansicht nach Westen

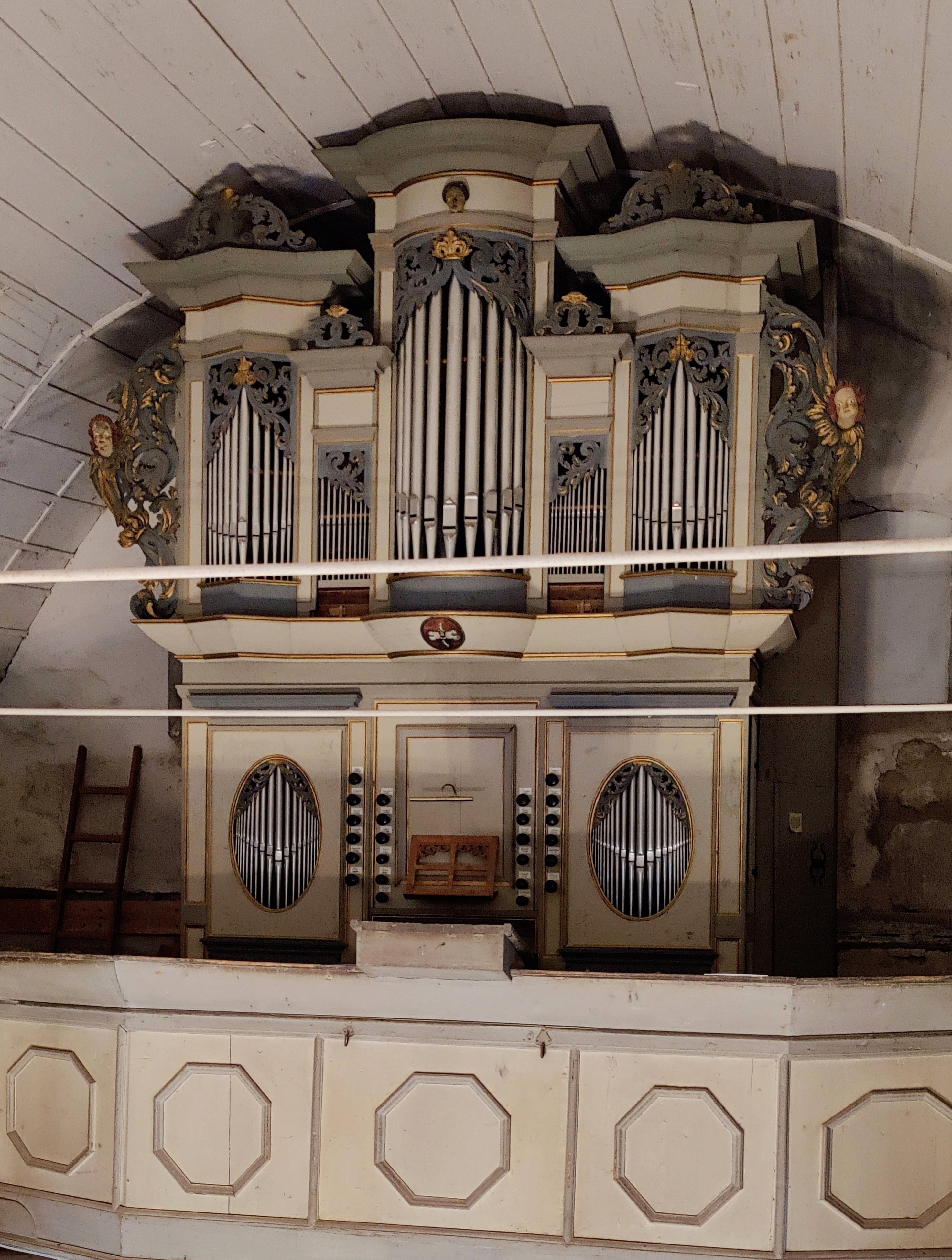
Orgel

Die evangelische Dorfkirche St. Salvator steht im Ortsteil Tilleda der Stadt Kelbra im Landkreis Mansfeld-Südharz in Sachsen-Anhalt. Sie gehört zum Pfarrbereich Roßla im Kirchenkreis Eisleben-Sömmerda der Evangelischen Kirche in Mitteldeutschland.

## Geschichte
Die einschiffige Dorfkirche am Nordrand des Kyffhäusergebirges geht im Kern auf die Romanik zurück. Große Teile des Turms, der Grundmauern und des Sakristeibaus an der Südwand des Turms stammen aus den 11. und 12. Jahrhundert. Sogar Bauteile der ehemaligen Pfalz Tilleda auf dem Pfingstberg sind mit verarbeitet worden. Auf dem Pfingstberg residierten im 10. und 11. Jahrhundert die ersten deutschen Könige.

## Architektur
Das Bauwerk ist eine Chorturmkirche aus Bruchstein, deren mächtiger, quadratischer Chorturm im Kern von einem spätromanischen Bauwerk stammt, dessen gekuppelte Klangarkaden zugesetzt wurden und der mit Zeltdach und Laterne abgeschlossen ist. Der rechteckige Chor ist spätgotisch, das Schiff im Wesentlichen barock. Das Innere wird durch Rundbögen zum Chorraum und zum Chorschluss geprägt, die zusammen mit dem Chor vermutlich beim Bau des Schiffes wesentlich erhöht wurden. Die Konsolen des ehemaligen Kreuzgratgewölbes sind noch erhalten. Das Schiff ist mit doppelten Hufeisenemporen und einem hölzernen Tonnengewölbe aus der Zeit des Barock geschlossen. Gleichzeitig wurde der mehrgeschossige Emporeneinbau im Turmchor vorgenommen.

## Ausstattung
Ein reichgeschnitzter Altaraufsatz mit seitlichen Durchgängen stammt von 1718, der heutige Farbanstrich aus der Zeit um 1900. Er zeigt in der mittleren Öffnung eine Kreuzigungsgruppe, die von Weinlaubsäulen und stark bewegten Engeln flankiert wird. Als Abschluss dient eine Engelsglorie sowie eine Darstellung des Gnadenstuhls. Die Kanzel ist ein Werk von 1612, wurde aber bei einer Neufassung fälschlicherweise mit 1512 bezeichnet. Der Kanzelkorb ist mit Spätrenaissance-Ornamentik verziert und mit Nischen versehen, in denen unter anderem Christus als Guter Hirte dargestellt ist. Eine schlichte steinerne Taufe ist mit der Jahreszahl 1519 bezeichnet.
Ein steinernes Epitaph aus dem Jahr 1578 erinnert an Barbara Hake mit einer lebensgroßen Reliefdarstellung der Verstorbenen und thronendem Christus und Gottvater darüber. Ein Epitaph für den Pfarrer Adam Thumling aus dem Jahr 1577 ist mit einem Brustbild des Verstorbenen in Relief versehen. Außen sind mehrere barocke Inschriftgrabsteine aufgestellt.

## Orgel
Die Orgel geht zurück auf ein Instrument, welches 1713 von dem Orgelbauer Johann Georg Papenius erbaut wurde. Das Instrument wurde im Laufe der Zeit mehrfach bearbeitet. Im Jahre 1820 erneuerte der Orgelbauer Scheidler die Keilbälge und verlegte sie von der Hinterseite der Orgel auf die darunterliegende Empore; dort befinden sich die Bälge noch heute. Außerdem fügte Scheidler die Pedalladen mit dem Register Violon 16′ hinzu und überarbeitete die Spieltrakturen und Teile der Registertrakturen. 1917 mussten die Prospektpfeifen (Principal 4′ im Hauptwerk, Principal 2′ im Nebenwerk) ausgebaut und zu Kriegszwecken abgegeben werden. In den Jahren 1997–1998 restaurierte der Orgelbauer Jörg Dutschke das Instrument und führte es weitgehend auf den ursprünglichen Zustand von Papenius zurück; außerdem wurde ein elektrisches Gebläse im Schutzkasten hinzugefügt. Das Schleifladen-Instrument hat 18 Register auf zwei Manualwerken und Pedal. Die Spiel- und Registertrakturen sind mechanisch. Die Disposition lautet:
| I Hauptwerk CD–c3 |                |       |
| 1.                | Gedact         | 8′    |
| 2.                | Quintatön      | 8′    |
| 3.                | Viola di Gamba | 8′    |
| 4.                | Principal      | 4′    |
| 5.                | Quinta         | 3′    |
| 6.                | Octava         | 2′    |
| 7.                | Quinta         | 1 ⁄2′ |
| 8.                | Mixtur III     |       |
|                   | Tremulant      |       |

| II Seitenpositiv CD–c3 |                 |    |
| 9.                     | Gedact          | 8′ |
| 10.                    | Kleingedact     | 4′ |
| 11.                    | Octava          | 2′ |
| 12.                    | Sesquialtera II | 2′ |
| 13.                    | Waldflöte       | 2′ |
| 14.                    | Superoctava     | 1′ |
|                        | Tremulant       |    |

| Pedalwerk CD–c1 |          |     |
| 15.             | Subbaß   | 16′ |
| 16.             | Violon   | 16′ |
| 17.             | Oktavbaß | 8′  |
| 18.             | Posaune  | 16′ |

- Koppeln: II/I, I/P
- Nebenregister: Vogelgeschrey